# Reimersholme

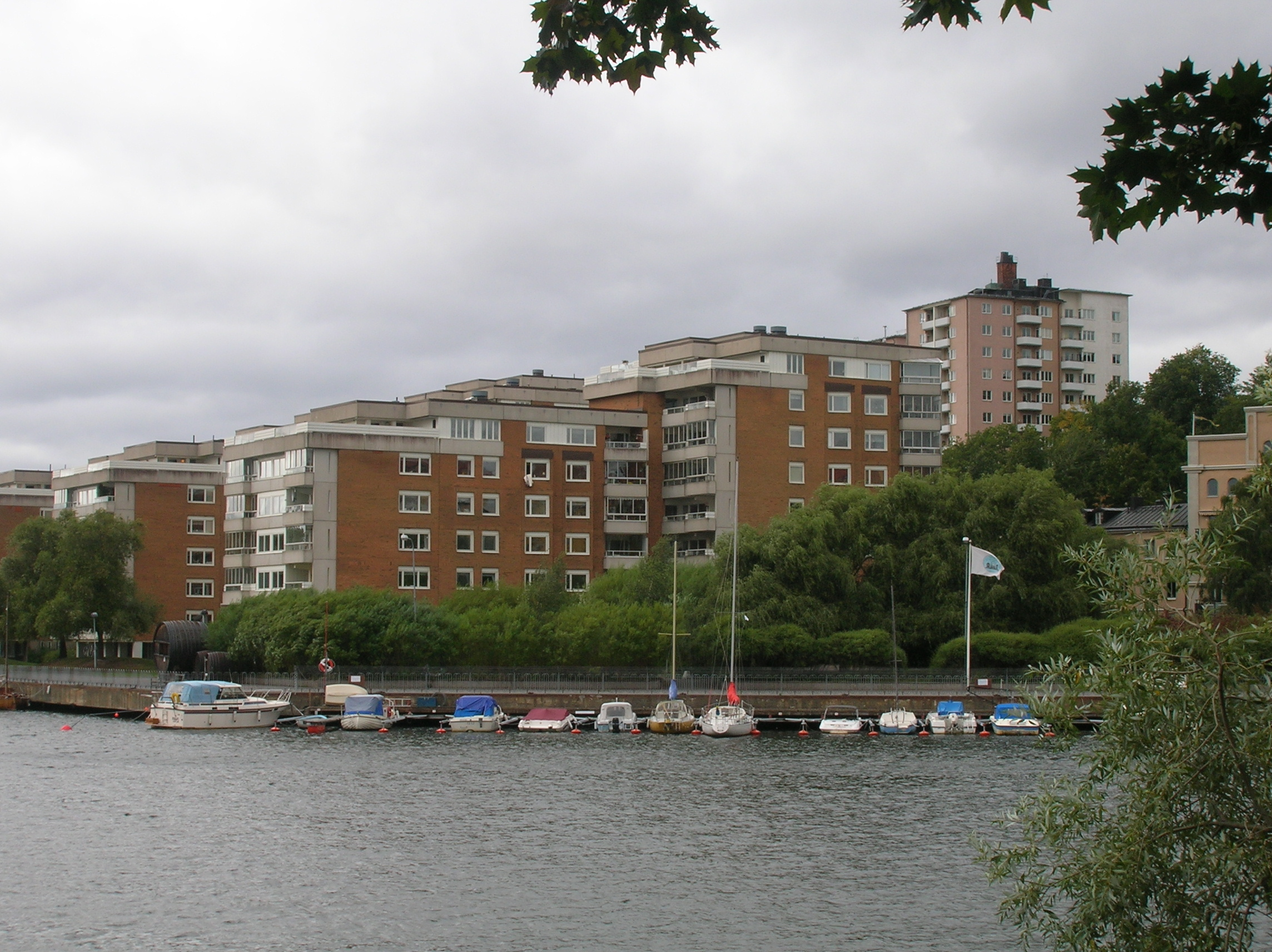
Reimersholme

Reimersholme Stockholm központjában levő kis sziget. Långholmen mellett fekszik, pontosan nyugatra Södermalm szigettől. 2006-ban a szigetnek 2423 lakosa volt, ebből 12 százalék külföldi származású. 1798. június 24-ig a sziget elnevezése Rakneholmen volt, jelenlegi nevét Andres Reimer kalapkészítőről kapta, akinek egykori háza megtalálható a sziget keleti részén. Stockholmhoz a Reimersholmsbron híddal kapcsolódik, amely 39 méter hosszú és 13 méter széles.

## Külső hivatkozások
- www.reimersholm.se
- Képek Reinersholméról